# Enemion biternatum
Enemion biternatum är en ranunkelväxtart som beskrevs av Constantine Samuel Rafinesque. Enemion biternatum ingår i släktet Enemion och familjen ranunkelväxter. Inga underarter finns listade i Catalogue of Life.

## Bildgalleri

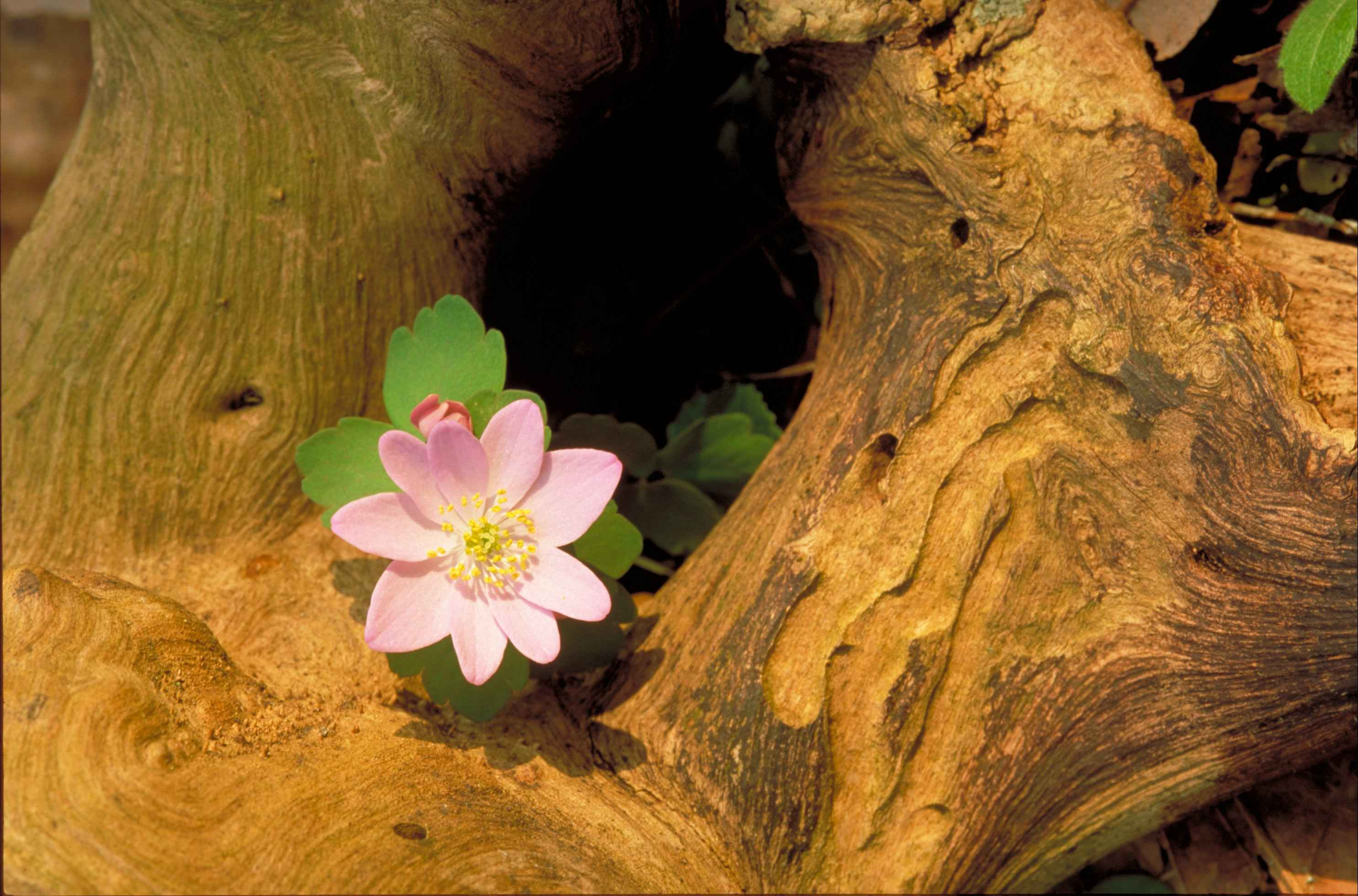
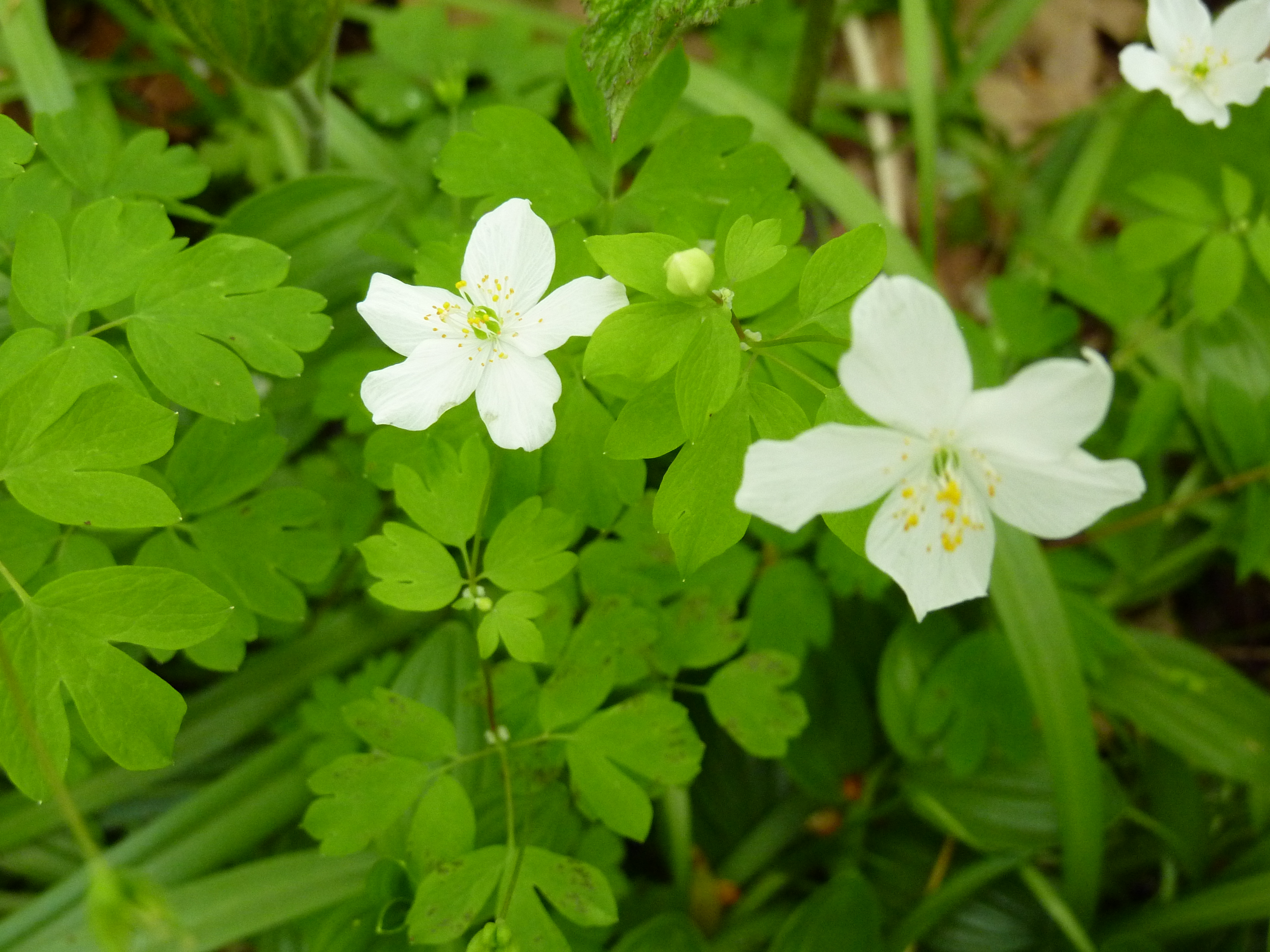
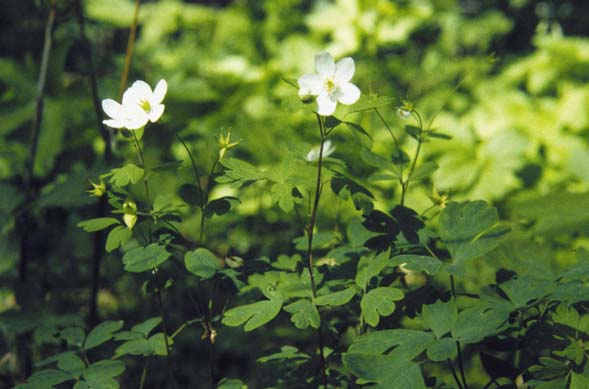
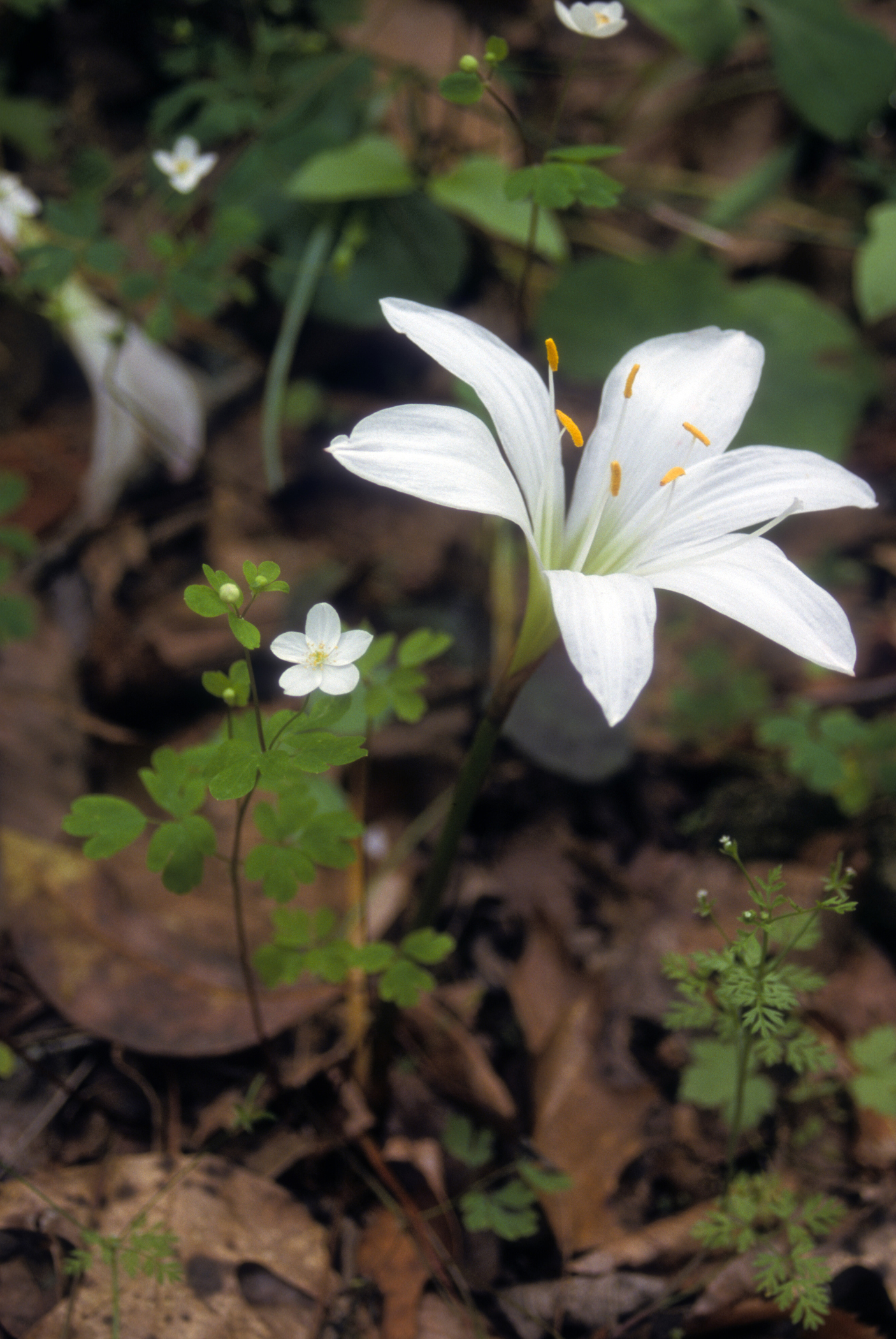